# J. Mary Taylor
Jocelyn Mary Taylor (* 30. Mai 1931 in Portland, Oregon; † 15. Februar 2019) war eine US-amerikanische Mammalogin. Ihr Forschungsschwerpunkt waren die Nagetiere.

## Leben
Taylor war die Tochter von Kathleen und Arnold L. Taylor. Bereits vor ihrer Kindergartenzeit entschied sie sich, ihren ersten Vornamen nicht mehr zu verwenden. Mit 17 spielte sie Tennis und nahm an einem prestigeträchtigen Nachwuchs-Tennisturnier in Großbritannien teil. Daneben spielte sie Klavier und widmete sich der Kammermusik.
Ursprünglich hatte Taylor die Absicht, auf dem Smith College, Musik zu studieren, ein Biologiekurs im Abschlussjahr ihrer Highschool führte jedoch dazu, dass sie im College weitere Biologieseminare besuchte und schließlich ein Zoologiestudium mit einem besonderen Interesse für Protozoen absolvierte. 1952 erlangte sie ihren Bachelor-Abschluss. 1953 graduierte sie an der University of California, Berkeley zum Master. Anschließend nahm sie eine Position an der Abteilung für Zoologie im Connecticut College an. 1954 erhielt sie ein Fulbright-Stipendium, womit sie für ein Jahr die australische Säugetierfauna erforschte. Diese Forschungsarbeit war die Grundlage für ihre Dissertation Reproductive biology of the Australian bush rat, Rattus assimilis, womit sie 1959 an der University of California, Berkeley zum Ph.D. promoviert wurde. Bereits vor ihrem Doktorabschluss wurde sie Mitarbeiterin am Wellesley College, wo sie bis 1965 blieb. 
In Zusammenarbeit mit Elizabeth Horner betrieb sie Studien über australische Nagetiere und kleine Beuteltiere. Während ihrer Zeit in Wellesley forschte sie gemeinsam mit Helen Padykula von der Harvard Medical School über die Plazenta von Beuteltieren. 
1965 wurde sie die erste Professorin am Lehrstuhl für Zoologie an der University of British Columbia in Vancouver und die erste Frau, die die Leitung des Cowan Vertebrate Museum übernahm. Nachdem die Abteilung für Wirbeltierzoologie immer weniger Unterstützung von der University of British Columbia erhalten hatte, trat Taylor 1982 von ihrem Posten zurück. Sie zog mit ihrem Ehemann, den Entomologen Joseph William Kamp, den sie in British Columbia kennengelernt hatte, zurück nach Oregon, wo sie eine Position als wissenschaftliche Mitarbeiterin am Regional Primate Research Center in Beaverton, Oregon und eine Honorarprofessur an der Oregon State University in Corvallis annahm. Im selben Jahr wurde sie als erste Frau für zwei Jahre zur Präsidentin der American Society of Mammalogists gewählt, wo sie ab 2001 Ehrenmitglied war. 
1987 wurde sie Direktorin des Cleveland Museum of Natural History. 1989 wurde sie Vorsitzende der SSC/IUCN Rodent Specialist Group. 1990 wurde sie Vizepräsidentin der Association of Science Museum Directors. Im Juni 1996 ging sie in den Ruhestand und wurde zur Ehrentreuhänderin und Curator emerita des Cleveland Museum of Natural History ernannt.

## Werke (Auswahl)
- Reproductive biology of the Australian bush rat, Rattus assimilis, 1961
- Systematics of native Australian Rattus (Rodentia, Muridae), 1973 (mit Elizabeth Horner)
- The Oxford Guide to Mammals of Australia, 1984